# Elden Ring: Shadow of the Erdtree
Elden Ring: Shadow of the Erdtree es un contenido descargable del videojuego de rol de acción de 2022, Elden Ring. Desarrollado por FromSoftware y distribuido por Bandai Namco Entertainment, se lanzó al mercado el 21 de junio de 2024 para las plataformas PlayStation 4, PlayStation 5, Xbox One, Xbox Series X/S y Windows. Recibió elogios generales de la crítica internacional, alabando las adiciones en el combate, la jugabilidad y en la complejidad del diseño de niveles; como críticas negativas, se destacaron problemas de rendimiento y una dificultad elevada.

## Sinopsis

### Ambientación
En Shadow of the Erdtree, se presenta el Reino de las Sombras, la tierra originaria de Márika. Su pueblo fue perseguido por los Cornamentados, seres similares a los Augurios, que antiguamente reinaban en las Tierras Intermedias. Los Dos Dedos guiaron a Márika a ascender a la divinidad mediante un ritual en un lugar denominado la Puerta de la Divinidad. Más tarde, Márika ocultó bajo un velo mágico el Reino de las Sombras del resto de las Tierras Intermedias; ordenó a su hijo Messmer exterminar a los Cornamentados para vengar a su pueblo; y lo condenó al ostracismo allí, tanto para ocultar sus orígenes como para prevenir que se convirtiese en una amenaza futura.

### Argumento
El Sinluz sigue el rastro de Miquella, a quien parece que Mohg ha secuestrado. Tras derrotar a Mohg y Radahn, descubre que Miquella abandonó su cuerpo para viajar al Reino de las Sombras. Al entrar a este a través del cuerpo de Miquella, el Sinluz continúa rastreándolo, localizando fragmentos de Miquella a lo largo y ancho del mapa. Miquella los abandonó para cortar sus lazos con el Árbol Áureo. Opcionalmente, el Sinluz puede interactuar con los seguidores de Miquella: Leda, caballera de la aguja; Dane, un monje desilusionado con la Orden Dorada; Freya, una melena roja del ejército de Radahn; Thiollier, un adorador del alter ego femenino de Miquella, Santa Trina; Sir Ansbach, un antiguo seguidor de Mohg; y Moore, el cocinero del equipo.
El rastro de Miquella conduce al Sinluz hasta la Puerta de la Divinidad, pero descubre que se encuentra oculta tras espinas impenetrables, obligándole a pelear y derrotar a Messmer, con cuyo poder quemará las espinas. Sin embargo, al acercarse a la Puerta, el Sinluz tiene que enfrentarse a los seguidores de Miquella. Estos se han vuelto los unos contra los otros después de que se rompiese un encantamiento que Miquella impuso sobre ellos, el cual les apelaba a la paz mutua. Los supervivientes de la batalla cambian según las decisiones del Sinluz. Más tarde, al enfrentarse a Miquella, se revela que él mismo planeó su secuestro por Mohg y utilizó su cadáver para revivir a Radahn, el cual actúa como su consorte prometido en un ritual de ascensión divina. El Sinluz mata a Miquella y Radahn, frustrando el ascenso a la divinidad de Miquella e impidiendo el comienzo de su Era de la Compasión.

## Desarrollo
Tras un año desde el lanzamiento del videojuego Elden Ring, se anunció el 28 de febrero de 2023 que una expansión se encontraba en desarrollo. Otro año después, el 21 de febrero de 2024, se publicó un tráiler revelando el título de la expansión, nuevas armas y hechizos, jefes y fecha de lanzamiento para el 21 de junio del mismo año. Acompañando a este tráiler, Hidetaka Miyazaki reveló más información en diferentes entrevistas con la prensa de videojuegos. A diferencia del juego original, que transcurre en las Tierras Intermedias, Shadow of the Erdtree toma lugar en el mismo universo pero en un escenario desconectado físicamente llamado la Tierra de las Sombras; siendo la expansión más grande que ha desarrollado FromSoftware hasta la fecha. El diseño de niveles comparte una estructura similar en su mundo, donde cuenta con sectores de campo abierto y mazmorras de diversos tamaños.

## Recepción

### Crítica
Shadow of the Erdtree recibió un reconocimiento universal por parte de la crítica de acuerdo con el agregador de reseñas Metacritic, recibiendo una nota de 92/100 en su versión para Windows, 95/100 tanto para sus versiones de PlayStation 5 como de Xbox Series X/S.

### Ventas
La expansión Shadow of the Erdtree vendió 5 millones de unidades durante los primeros tres días desde su lanzamiento.

### Premios
| Año  | Premio               | Categoría                      | Resultado | Referencia |
| ---- | -------------------- | ------------------------------ | --------- | ---------- |
| 2024 | The Game Awards 2024 | Juego del año                  | Nominado  | [ 21 ]     |
| 2024 | The Game Awards 2024 | Mejor dirección                | Nominado  | [ 21 ]     |
| 2024 | The Game Awards 2024 | Mejor dirección de arte        | Nominado  | [ 21 ]     |
| 2024 | The Game Awards 2024 | Mejor juego de rol             | Nominado  | [ 21 ]     |
| 2024 | The Game Awards 2024 | Mejor juego (voto del público) | Nominado  | [ 21 ]     |